# Sumitrosis parallela
Sumitrosis parallela là một loài bọ cánh cứng trong họ Chrysomelidae. Loài này được Champion miêu tả khoa học năm 1894.